# 駒西
駒西（こまにし）は、埼玉県ふじみ野市の町名。現行行政地名は駒西一丁目から駒西三丁目。住居表示実施済み区域。郵便番号は356-0029。

## 世帯数と人口
2022年（令和4年）8月1日現在の世帯数と人口は以下の通りである。
| 町丁       | 世帯数  | 人口    |
| ---------- | ------- | ------- |
| 駒西一丁目 | 360世帯 | 738人   |
| 駒西二丁目 | 269世帯 | 607人   |
| 駒西三丁目 | 259世帯 | 537人   |
| 計         | 888世帯 | 1,882人 |

## 小・中学校の学区
市立小・中学校に通う場合、学区（校区）は以下の通りとなる。
| 丁目 | 小学校                 | 中学校                 |
| ---- | ---------------------- | ---------------------- |
| 全域 | ふじみ野市立駒西小学校 | ふじみ野市立福岡中学校 |

## 交通

### 鉄道
地区西部の境界線付近を東武東上線が通るが、駅は設置されていない。

### 道路
- 埼玉県道272号東大久保ふじみ野線

## 施設
かつては地内の駒西小学校の南側に児童館も所在した（現在は宅地）。
- ふじみ野市立駒西小学校
- 駒林西自治会集会所
- 上福岡駒林郵便局
- 市営（駒西）ゲートボール場